# Lambertova funkce W

Graf funkce a pro reálné argumenty

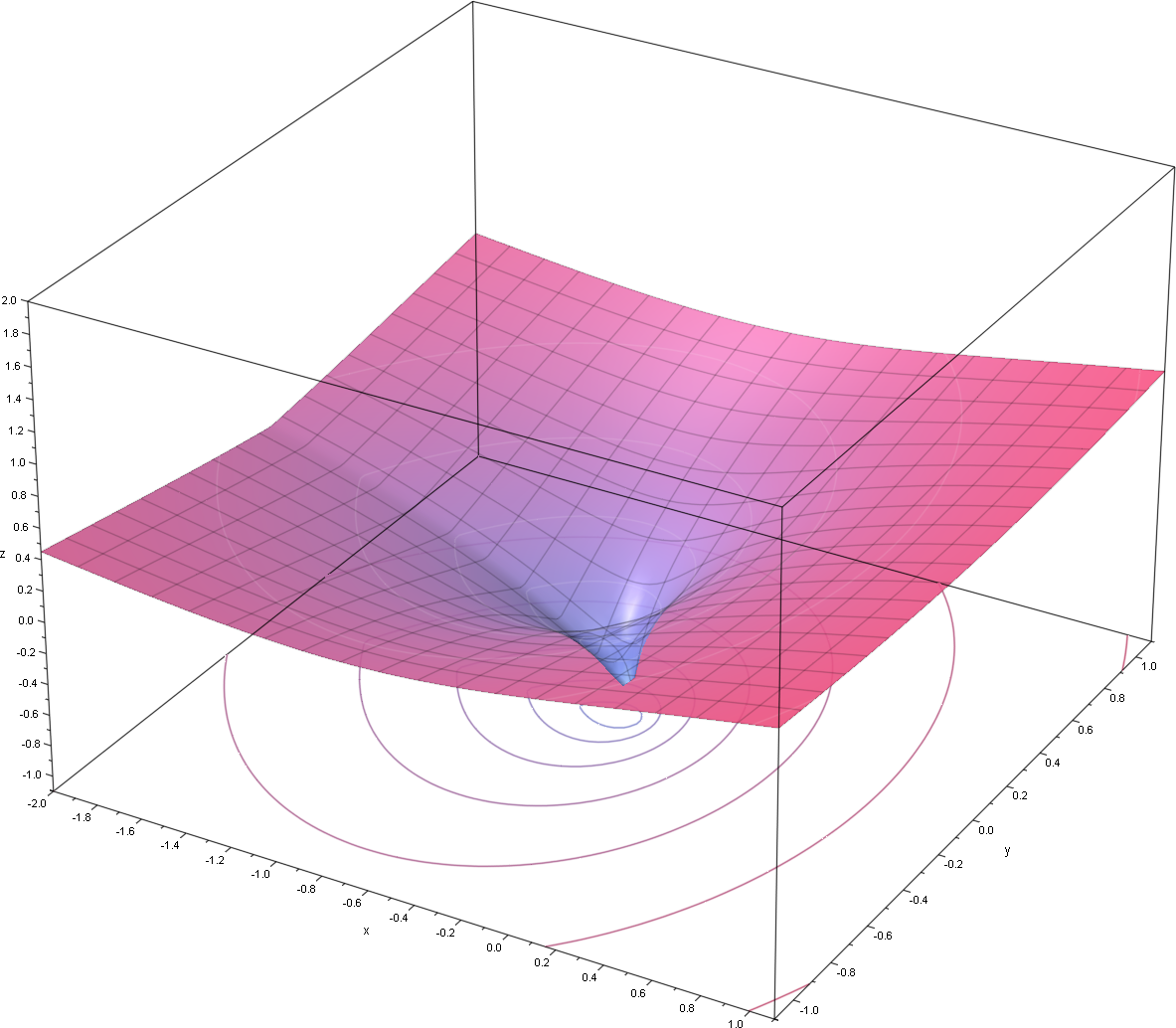
reálná část funkce

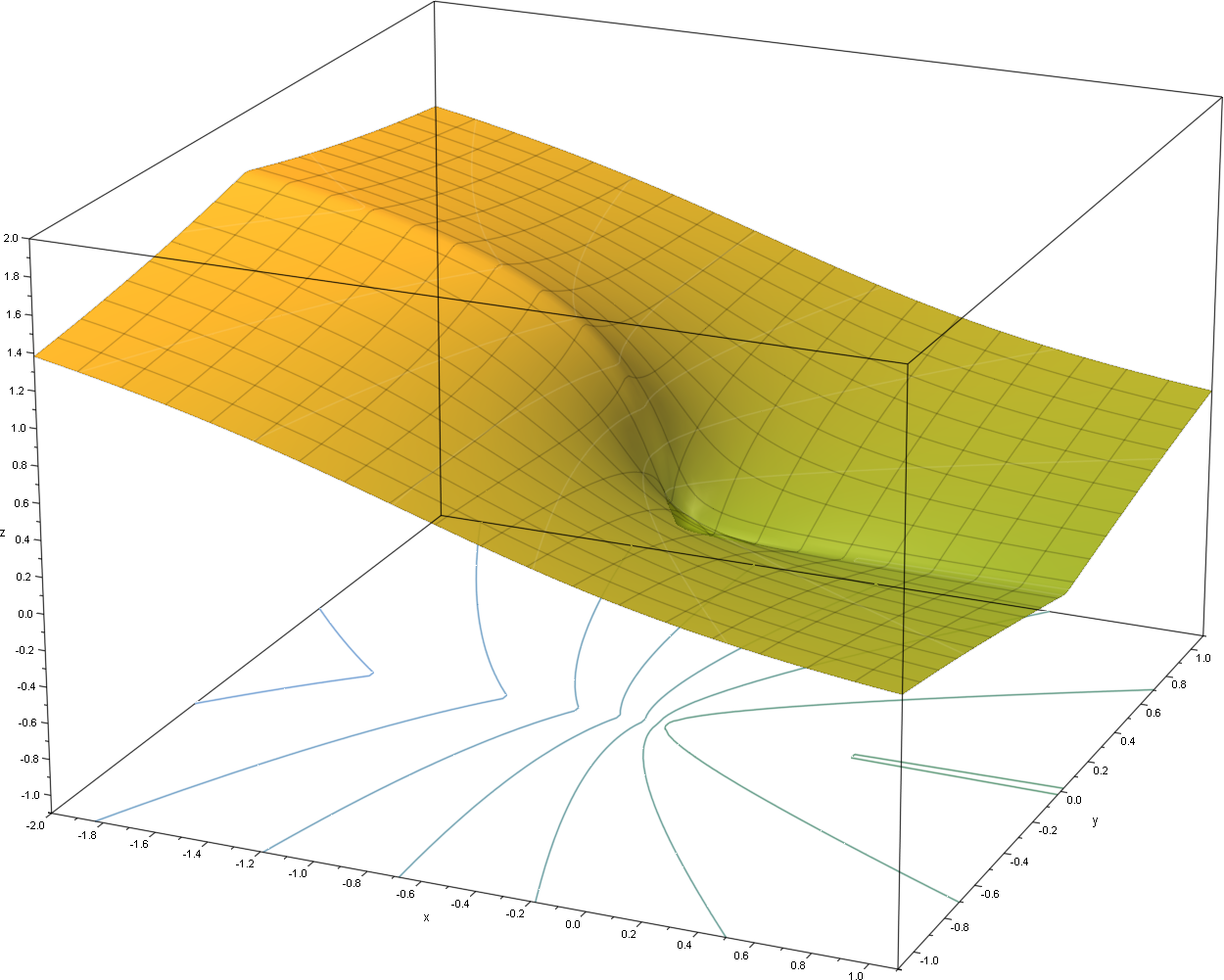
imaginární část funkce

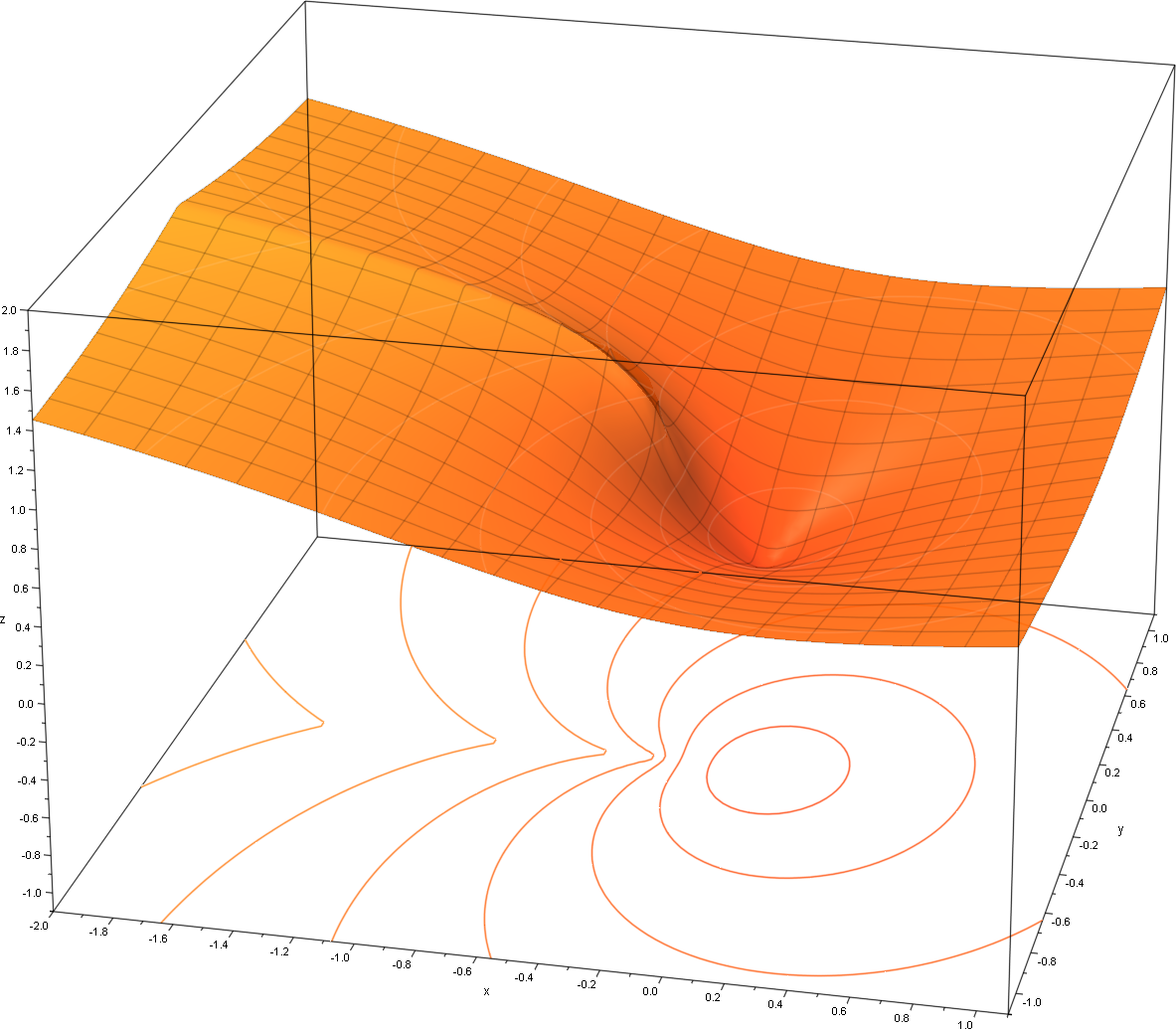
modul

Lambertova funkce W je speciální funkce používaná při řešení rovnic, které obsahují neznámou jak v základu, tak v exponentu. Nese jméno švýcarského učence Johanna Heinricha Lamberta. Je definována jako inverzní relace k funkci {\displaystyle f(w)=we^{w},} kde {\displaystyle w} patří do množiny komplexních čísel, a značí se {\displaystyle W(z).} Pro každé komplexní číslo {\displaystyle z} tedy platí
{\displaystyle z=W(z)e^{W(z)}.}
Protože funkce {\displaystyle f} není prostá (injektivní), {\displaystyle W(z)} je vícehodnotová a dá se chápat jako množina jednoznačných funkcí {\displaystyle W_{k}(z),} kde {\displaystyle k\in \mathbb {Z} } je index větve zobrazení. Pro reálné argumenty je nejdůležitější rostoucí funkce {\displaystyle W_{0}(z)} popsaná níže, přičemž pro malé záporné reálné argumenty na intervalu {\displaystyle (-1/e,0)} existuje i druhá možnost daná větví {\displaystyle W_{-1}(x)}, což je klesající funkce.

## Vlastnosti
Rovnice {\displaystyle x^{x}=z} má řešení:
{\displaystyle x={\frac {\ln(z)}{W(\ln z)}}=\exp W(\ln(z)).}
Primitivní funkci k {\displaystyle W} lze nalézt integrováním substitucí: pokud {\displaystyle w=W(x),} tak {\displaystyle x=we^{w}.} Pak
{\displaystyle \int W(x)\ dx=x\left(W(x)-1+{\tfrac {1}{W(x)}}\right)+C.}
Derivace funkce {\displaystyle W} je
{\displaystyle {\frac {dW(z)}{dz}}={\frac {W(z)}{z(1+W(z))}}\quad \mathrm {pro\ } z\neq -{\frac {1}{e}}.}

### Důkaz
Derivováním rovnice {\displaystyle z=W(z)e^{W(z)}} podle {\displaystyle z} dostaneme
{\displaystyle 1=W(z)e^{W(z)}W'(z)+W'(z)e^{W(z)}=W'(z)\left(W(z)e^{W(z)}+e^{W(z)}\right),}
{\displaystyle W'(z)={\frac {1}{z+e^{W(z)}}}={\frac {W(z)}{W(z)z+W(z)e^{W(z)}}}={\frac {W(z)}{z(W(z)+1)}}.}

## Aplikace
Funkce {\displaystyle W} se používá v kombinatorice a při řešení diferenciálních rovnic. Pomocí této funkce lze dále vyřešit mnoho transcendentních rovnic zahrnujících mocninu neznámé, pokud je rovnici možné převést na tvar {\displaystyle Y=Xe^{X},} což automaticky dává řešení:
{\displaystyle Y=Xe^{X}\;\Longleftrightarrow \;X=W(Y).}

### Příklad 1
{\displaystyle 2^{t}=5t}
{\displaystyle \Rightarrow 5t=e^{t\ln 2}}
{\displaystyle \Rightarrow {\frac {1}{5t}}=e^{-t\ln 2}}
{\displaystyle \Rightarrow \underbrace {-{\tfrac {\ln 2}{5}}} _{Y}=\underbrace {-t\ln 2} _{X}e^{\overbrace {-t\ln 2} ^{X}}}
{\displaystyle \Rightarrow \underbrace {-t\ln 2} _{X}=W{\Big (}\underbrace {-{\tfrac {\ln 2}{5}}} _{Y}{\Big )}}
{\displaystyle \Rightarrow t=-{\frac {W\left(-{\frac {\ln 2}{5}}\right)}{\ln 2}}}

### Příklad 2
Nekonečné umocňování. Pokud hodnota {\displaystyle z^{z^{z^{\ldots }}}} je konečná, lze ji vypočítat takto:
{\displaystyle c=z^{z^{z^{\ldots }}},}
{\displaystyle \Rightarrow c=z^{c}.}
Z toho dostaneme:
{\displaystyle c=-{\frac {W\left(-\ln z\right)}{\ln z}}.}
Aby se dokázalo, že hodnota {\displaystyle z^{z^{z^{\ldots }}}} existuje, je potřeba prozkoumat posloupnost
{\displaystyle a=(z,z^{z},z^{z^{z}},\dots )}
nebo (v rekurzivní formě):
{\displaystyle {\begin{cases}a_{1}=z\\a_{n}=z^{a_{n-1}}\end{cases}}}
a dokázat existenci limity. Pokud limita existuje, pak platí rovnost
{\displaystyle \lim \limits _{n\to \infty }a_{n}=c.}

### Příklad 3
Diferenciální rovnice vyjadřující opožděnou reakci
{\displaystyle y'(t)=ay(t-1)}
má charakteristickou rovnici {\displaystyle \lambda =ae^{-\lambda },} takže {\displaystyle \lambda =W_{k}(a),} kde {\displaystyle k} je číslo větve. Pokud {\displaystyle a} je reálné, stačí vzít v úvahu větev {\displaystyle W_{0}(a)}. Řešení je tedy:
{\displaystyle y(t)=e^{W_{k}(a)\,t}.}

## Vybrané hodnoty
| {\displaystyle W_{0}(-{\tfrac {\pi }{2}})}  | {\displaystyle ={\tfrac {\pi }{2}}i}                                      |
| {\displaystyle W_{0}(-1)}                   | {\displaystyle \approx -0{,}31813+1{,}33723i}                             |
| {\displaystyle W_{0}(-{\tfrac {1}{e}})}     | {\displaystyle =-1}                                                       |
| {\displaystyle W_{0}(-{\tfrac {\ln 2}{2}})} | {\displaystyle =-\ln 2}                                                   |
| {\displaystyle W_{0}(0)}                    | {\displaystyle =0}                                                        |
| {\displaystyle W_{0}(e)}                    | {\displaystyle =1}                                                        |
| {\displaystyle W_{0}(1)}                    | {\displaystyle =\Omega \approx 0{,}56714329} (konstanta známá jako omega) |